# Італійська Серія A 1942–1943
Сезон 1942/43 Серії A — футбольне змагання у найвищому дивізіоні чемпіонату Італії, 14-й турнір з моменту започаткування Серії A. Участь у змаганні брали 16 команд, 2 найгірших з яких за результатами сезону полишили елітний дивізіон.
Переможцем сезону став клуб «Торіно», для якого ця перемога у чемпіонаті стала 2-ю в історії.
| Чемпіон Італії 1942/43 |
| ---------------------- |
| «Торіно» 2-й титул     |

## Команди-учасниці
Участь у турнірі брали 16 команд:

## Підсумкова турнірна таблиця
|                                       |     | Турнірна таблиця 1942-1943 | О  | І  | В  | Н  | П  | М+ | М- |
| ------------------------------------- | --- | -------------------------- | -- | -- | -- | -- | -- | -- | -- |
| Чемпіон Італії · Володар Кубка Італії | 1.  | «Торіно»                   | 44 | 30 | 20 | 4  | 6  | 68 | 31 |
|                                       | 2.  | «Ліворно»                  | 43 | 30 | 18 | 7  | 5  | 52 | 34 |
|                                       | 3.  | «Ювентус»                  | 37 | 30 | 16 | 5  | 9  | 75 | 55 |
|                                       | 4.  | «Амброзіана-Інтер»         | 34 | 30 | 15 | 4  | 11 | 53 | 38 |
|                                       | 5.  | «Дженова 1893»             | 33 | 30 | 14 | 5  | 11 | 59 | 53 |
|                                       | 6.  | «Болонья»                  | 29 | 30 | 12 | 5  | 13 | 53 | 39 |
|                                       | 7.  | «Мілан»                    | 29 | 30 | 10 | 9  | 11 | 39 | 44 |
|                                       | 8.  | «Фіорентина»               | 29 | 30 | 12 | 5  | 13 | 55 | 61 |
|                                       | 9.  | «Лаціо»                    | 28 | 30 | 10 | 8  | 12 | 56 | 59 |
|                                       | 10. | «Аталанта»                 | 28 | 30 | 11 | 6  | 13 | 34 | 44 |
|                                       | 11. | «Рома»                     | 28 | 30 | 12 | 4  | 14 | 36 | 50 |
|                                       | 12. | «Віченца»                  | 25 | 30 | 8  | 9  | 13 | 36 | 44 |
|                                       | 13. | «Трієстина»                | 24 | 30 | 5  | 14 | 11 | 32 | 40 |
|                                       | 14. | «Венеція»                  | 24 | 30 | 8  | 8  | 14 | 34 | 46 |
| Вибув до Серії B                      | 15. | «Барі»                     | 24 | 30 | 7  | 10 | 13 | 24 | 38 |
| Вибув до Серії B                      | 16. | «Лігурія»                  | 21 | 30 | 7  | 7  | 16 | 36 | 66 |

## Найкращі бомбардири
Найкращим бомбардиром сезону 1942/43 Серії A став гравець клубу «Лаціо» Сільвіо Піола, який відзначився 21 забитими голом.
|    | Гравець            | Команда            | Громадянство       | Голів | (пенальті) |
| -- | ------------------ | ------------------ | ------------------ | ----- | ---------- |
| 1° | Сільвіо Піола      | «Лаціо»            | Королівство Італія | 21    | 5          |
| 2° | Гульєльмо Тревізан | «Дженова 1893»     | Королівство Італія | 19    | 4          |
| 3° | Віторіо Сентіменті | «Ювентус»          | Королівство Італія | 17    | 3          |
| 4° | Різа Лушта         | «Ювентус»          | Албанія            | 16    | -          |
| 5° | Амадео Амадеї      | «Рома»             | Королівство Італія | 14    | -          |
|    | Гульєльмо Габетто  | «Торіно»           | Королівство Італія | 14    | -          |
|    | Джованні Джаддоні  | «Амброзіана-Інтер» | Королівство Італія | 14    | -          |
| 8° | Фране Матошич      | «Болонья»          | Хорватія           | 13    | 2          |
| 9° | П'єтро Ферраріс    | «Торіно»           | Королівство Італія | 12    | -          |
|    | Адріано Ге         | «Аталанта»         | Королівство Італія | 12    | -          |
|    | Альберто Маркетті  | «Віченца»          | Королівство Італія | 12    | 2          |
|    | Терезіо Піана      | «Ліворно»          | Королівство Італія | 12    | -          |

## Склад чемпіонів
| Основний склад                                                                                          | Проведені матчі (голи) |
| --- | ---------------------- |
| Бодойра П'ячентіні Еллена Ферріні Бальді Грецар Лоїк Маццола Менті Ферраріс Габетто                     |                        |
| Альфредо Бодойра (17, 17п)                                                                              |                        |
| Сержіо П'ячентіні (22, 1)                                                                               |                        |
| Джачінто Еллена (29)                                                                                    |                        |
| Освальдо Ферріні (23)                                                                                   |                        |
| Фіораванте Бальді (16)                                                                                  |                        |
| Джузеппе Грецар (30, 3)                                                                                 |                        |
| Еціо Лоїк (30, 9)                                                                                       |                        |
| Валентіно Маццола (30, 11)                                                                              |                        |
| Ромео Менті (22, 8)                                                                                     |                        |
| П'єтро Ферраріс (30, 12)                                                                                |                        |
| Гульєльмо Габетто (26, 14)                                                                              |                        |
| Інші гравці: Філіппо Каваллі (13, 14п), Луїджі Кассано (15), Чезаре Галлеа (15), Франко Оссола (12, 6). |                        |